# George Goldhoff
George Goldhoff (* 14. Januar 1995) ist ein US-amerikanischer Tennisspieler.

## Karriere
Goldhoff spielte insgesamt weniger als 20 Matches auf der ITF Junior Tour und war dort nur außerhalb der Top 500 der Junioren gelistet.
Goldhoff wurde 2013 auf Platz 2 des Tennis Recruiting Network geführt, das Spieler für Universitäten in den USA vergleichbar machen soll. Er entschied sich letztlich für die University of Texas at Austin, wo er auch im College Tennis aktiv war und wo er Sportwissenschaften studierte.
Nach seinem Abschluss im Jahr 2017 nahm Goldhoff ab 2018 regelmäßig an Profiturnieren teil, konzentrierte sich dabei vor allem auf das Doppel und erzielte seine größten Erfolge auf der drittklassigen ITF Future Tour. Der erste kleine Durchbruch dort gelang ihm 2019, als er mit verschiedenen Partnern im Doppel sechs Future-Turniere gewann und so in der Weltrangliste bis auf Platz 365 stieg.
Während der COVID-19-Pandemie nahm er eine Stelle als Assistenztrainer an der Baylor University an, wodurch er seltener an Turnieren teilnahm, dennoch aber 2021 seinen siebten Future-Titel gewann. In der Weltrangliste verlor er einige hundert Positionen. Mit seiner dauerhaften Rückkehr auf die Profitour 2022 kehrte auch der Erfolg zurück – an der Seite von Tyler Zink gewann Goldhoff vier weitere Futures. 2023 stieg er wieder in die Top 500 ein und kletterte stetig weiter im Ranking. Er baute seine Titelsammlung auf der Future Tour auf 17 Titel aus. Bereits ab Mitte des Jahres reichte seine Position erstmals aus, um an Turnieren der ATP Challenger Tour teilzunehmen. Im Juli 2023 erreichte Goldhoff mit Vasil Kirkov bei seinem fünften Challenger-Turnier das Finale. Dort unterlagen sie Eliot Spizzirri und seinem ehemaligen Partner Tayler Zink. Bis zum Jahresende stand er noch zwei weitere Male im Challenger-Halbfinale. Sein Karrierehoch verbesserte er auf Rang 227.
In das Jahr 2024 startete Goldhoff mit James Trotter als Partner in die Challenger-Saison. Nach zwei frühen Niederlagen gewannen sie nacheinander die Turniere in Cleveland und Cherbourg. Im Juli des Jahres gewann Goldhoff mit Jonathan Eysseric in Modena seinen dritten Challenger-Titel. Das vierte Endspiel der Saison in Sevilla verlor er. Mit Platz 139 verbesserte er sein Karrierehoch aber deutlich.

## Erfolge
| Legende (Anzahl der Siege) |
| Grand Slam                 |
| ATP Finals                 |
| ATP Tour Masters 1000      |
| ATP Tour 500               |
| ATP Tour 250               |
| ATP Challenger Tour (5)    |

### Doppel

#### Turniersiege
| Nr. | Datum            | Turnier   | Belag         | Partner           | Finalgegner                           | Ergebnis          |
| --- | ---------------- | --------- | ------------- | ----------------- | ------------------------------------- | ----------------- |
| 1.  | 3. Februar 2024  | Cleveland | Hartplatz (i) | James Trotter     | William Blumberg Alex Lawson          | 6:70, 6:3, [10:8] |
| 2.  | 17. Februar 2024 | Cherbourg | Hartplatz (i) | James Trotter     | Ryan Nijboer Niklas Schell            | 6:2, 6:3          |
| 3.  | 6. Juli 2024     | Modena    | Sand          | Jonathan Eysseric | Andre Begemann Patrik Niklas-Salminen | 6:3, 3:6, [10:8]  |
| 4.  | 11. Januar 2025  | Oeiras    | Hartplatz (i) | Trey Hilderbrand  | Kaichi Uchida Denis Jewsejew          | 7:5, 2:6, [10:5]  |
| 5.  | 2. August 2025   | Porto     | Hartplatz     | Ray Ho            | Nicolás Barrientos Joran Vliegen      | 6:4, 6:4          |